# Nâzım Hikmet
Nâzım Hikmet Ran nebo Nâzım Hikmet Borzecki (15. ledna 1902 Soluň – 3. června 1963 Moskva) byl pokrokářský turecký básník, dramatik a prozaik narozený na území dnešního Řecka. 
Patřil k nejvýznamnějším představitelům avantgardy v Turecku. Je považován za zakladatele moderní turecké poezie a jednoho z nejvýznamnějších básníků turecké literatury. Jeho básně mají silný politický a sociální odkaz. Pro své levicové názory a politické aktivity byl vystaven represím ze strany vládních orgánů, mnoho let strávil ve vězení a po propuštění žil od roku 1951 trvale v exilu v Sovětském svazu. Jeho dílo bylo přeloženo do více než padesáti jazyků a získalo mezinárodní uznání. Báseň Kız Çocuğu (Dívčí dítě) se stala předlohou několika písní s protiválečným poselstvím. 
Příjmení Ran přijal, když v rámci Attatürkových reforem byl vydán zákon o příjmeních, podle něhož si turečtí občané volili rodinná jména evropského typu.  Po emigraci se stal občanem Polska a přijal   příjmení Borzecki po svých předcích z matčiny strany. V Turecku publikoval pod různými pseudonymy, světově proslul jako Nâzım Hikmet.

## Život

### Život v Turecku
Narodil se 15. ledna 1902 v Soluni, kde jeho otec sloužil jako vládní úředník. Pocházel z aristokratické rodiny. Z otcovy strany měl turecké předky, z matčiny  čerkesské, polské, gruzínské a německé. K poezii se dostal již v raném věku prostřednictvím své matky umělkyně a dědečka básníka. Své první básně publikoval, když mu bylo sedmnáct. Vystudoval vojenskou námořnickou školu v Istanbulu a byl jmenován důstojníkem na cvičné školní lodi. V roce 1919 onemocněl těžkým zánětem pohrudnice a ze zdravotních důvodů byl z armády propuštěn. Ve 20. letech se zúčastnil turecké války za nezávislost. V roce 1921 odešel do Anatolie,  pracoval jako učitel v Bolu a zapojil se do národně osvobozeneckého  hnutí. Jeho radikální názory a komunistické přesvědčení ho vedly k rozhodnutí odejít  na podzim 1921 do Batumi, aby poznal změny, které přinesla Říjnová revoluce.  V letech 1922–1924 studoval ekonomii a sociologii na univerzitě v Moskvě, kde se seznámil s Majakovským, Mejercholdem a dalšími futuristy.  To bylo důležité pro jeho  ideový a tvůrčí vývoj.  V roce 1924 vyšla v Moskvě jeho první básnická sbírka  28 Kanunisani.
V prosinci 1924 se vrátil do nově vzniklého  Turecka jako přesvědčený komunista.  Zúčastnil se aktivit  komunistické strany, publikoval v různých novinách a časopisech. V srpnu 1925 byl v nepřítomnosti odsouzen  k 15 letům nucených prací za členství v ilegální  komunistické straně Turecka. Trest mu byl později zmírněn. Znovu odjel do Sovětského svazu, odkud usiloval o povolení návratu. 
V Sovětském svazu se Hikmet dvakrát oženil: první manželství s tureckou ženou Nyuzhet Khanymovou netrvalo dlouho a později se oženil s ruskou lékařkou Jelenou Jurčenkovou. V roce 1928 se s využitím amnestie rozhodl vrátit do Turecka. Jeho žena nemohla jít s ním a brzy zemřela.
Pro své levicové přesvědčení byl pak v Turecku pod neustálým dohledem tajné policie a několikrát byl vězněn. Kvůli různým vykonstruovaným obviněním strávil pět z následujících deseti let ve vězení. Po propuštění se stal vůdcem turecké avantgardy jako autor inovativních básní, her a filmových scénářů.  Psal do novin pod různými pseudonymy články, povídky, eseje. Jeho básnická kniha 835 Satır vzbudila v literárních kruzích širokou odezvu.  Navzdory represím ze strany státu si spisovatel rychle získal veřejné uznání. V Turecku vydal devět básnických knih – pět sbírek a čtyři dlouhé básně. V roce 1936 vyšla poslední kniha vydaná v Turecku za jeho života – Báseň o šejku Bedreddinu Šimavnovi.
V roce 1935 se oženil s Piraye Altinoglu. Hikmet měl vždy velké úspěchy u žen. Byl pohledný muž  vysoké postavy, říkalo se mu obr s modrýma očima. S manželkou se rozvedl v roce 1951.  
V roce 1938 byl odsouzen k 28 letům vězení za velezradu a podněcování ke vzpouře. Hikmetova tvůrčí činnost však pokračovala i ve vězení:  za mřížemi přeložil Vojnu a mír L.N. Tolstého, napsal cyklus básní Dopisy z vězení, epos Lidské panoráma z mé země, drama Legenda o lásce.  V roce 1949  pokrokoví turečtí právníci a intelektuálové zahájili kampaň za propuštění Nazima Hikmeta. Jejich úsilí podpořily známé osobnosti v zahraničí.  Pod vedením Tristana Tzary  byl v Paříži založen  Výbor pro záchranu Nâzıma Hikmeta a šíření jeho děl. Mezinárodní výbor za jeho osvobození vedli roku 1949 například Pablo Picasso či Jean-Paul Sartre.  Známá byla též jeho hladovka ve vězení, na niž navazovala solidární řetězová hladovka tureckých básníků (Orhan Veli, Melih Cevdet, Oktay Rıfat). 
Na nátlak světového veřejného mínění byl v roce 1951 propuštěn. Ještě ve vězení se rozvedl a znovu se oženil. Narodil se mu syn Mehmet, kterého měl s Münevver Andaç (Berk), dcerou svého strýce.  

### Život v exilu
Po propuštění nemohl najít práci, dostal předvolání do armády, i když mu bylo téměř 50 let a měl problémy se srdcem.  Z obavy o svůj život opustil Turecko a od té doby žil v Sovětském svazu. Když ho Turecká vláda zbavila občanství, požádal o občanství v Polsku a přijal příjmení Borzęcki po předkovi z matčiny strany. Sovětská vláda mu poskytla materiální zajištění. V Moskvě se Hikmet stal celebritou v intelektuálních kruzích. I když byl přesvědčeným komunistou, netajil se svými kritickými názory na některé metody tehdejšího režimu a Stalinova kultu osobnosti. 

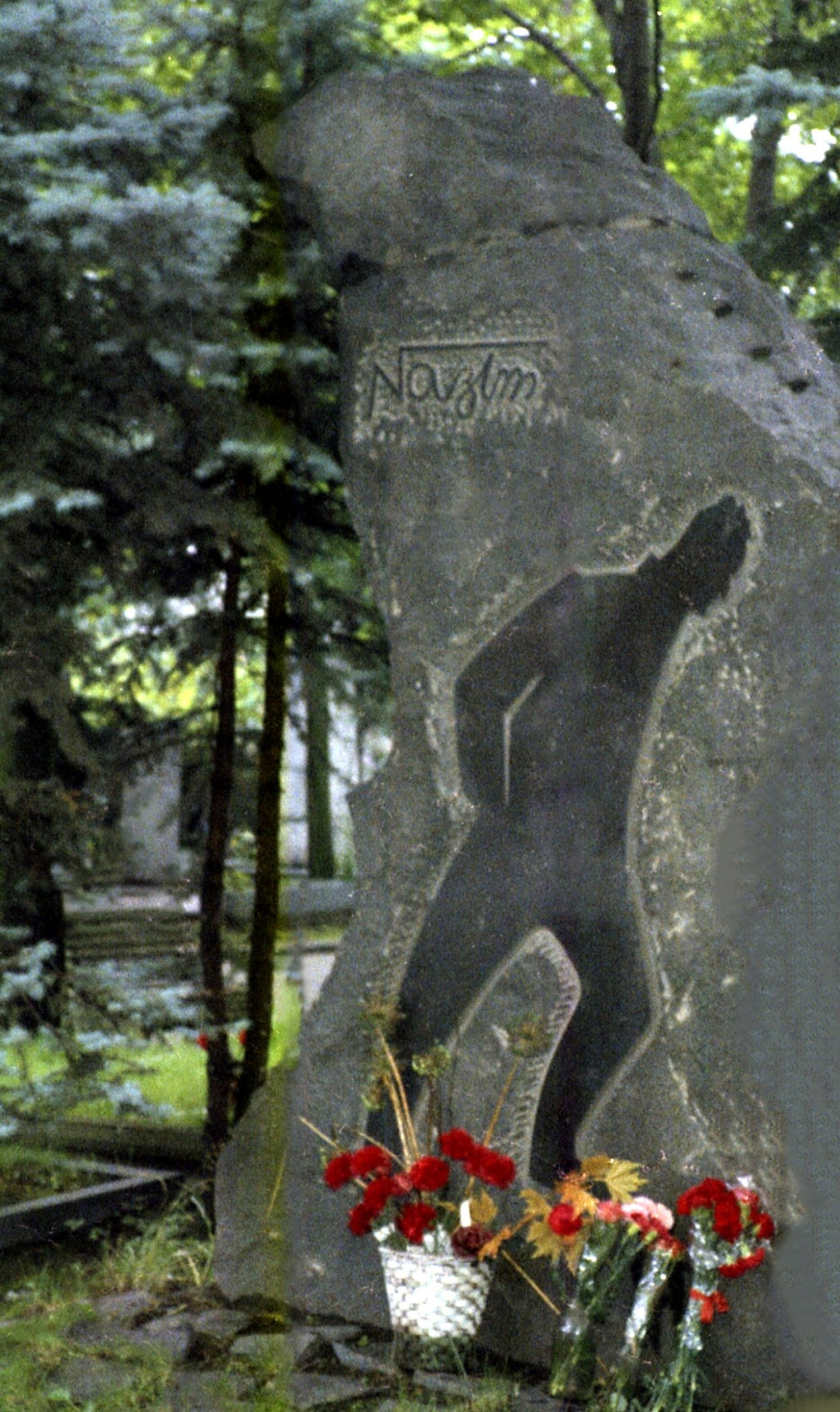
Hikmetův hrob v Moskvě

Angažoval se v mezinárodním  mírovém hnutí a v rámci své činnosti  hodně cestoval, zejména po zemích socialistického tábora. V roce 1951 byl Nazim Hikmet oceněn Mezinárodní cenou míru  a o rok později byl zvolen za člena předsednictva Světové rady míru.  Pobýval také v Československu, byl  přítelem V. Nezvala. Praze věnoval cyklus básní Pobyt v Praze (1959),  hra Pražský orloj (1956) je inspirována dvěma pražskými legendami.  Na motivy jeho divadelní hry Legenda o lásce byl v roce 1956 natočen stejnojmenný film v československo–bulharské koprodukci.
V roce 1959 se oženil se sovětskou scenáristkou a filmovou střihačkou Věrou Tuljakovou. Po jeho smrti o něm napsala knihu vzpomínek Poslední rozhovor s Nazimem, která byla později několikrát vydána v turečtině a  jiných jazycích.
Nazim Hikmet zemřel na infarkt 3. června 1963 v Moskvě. Byl pohřben na Novoděvičím hřbitově. Na náhrobku z černé žuly byla zvěčněna postava Muže jdoucího proti větru, což je jedna z jeho slavných básní.  

### Posmrtný odkaz
Pro svou politickou činnost byl v Turecku prohlášen za zrádce a jeho jméno i dílo bylo odstraněno ze všech knihoven i školních učebnic. On sám se nikdy nezřekl turecké národnosti a nepřestal psát turecky.Teprve koncem roku 1964 byly v pokrokovém časopise  Yón uveřejněny tři Hikmetovy básně. V roce 2009 mu turecká vláda posmrtně vrátila občanství. Jeho díla byla publikována a široce čtena a stal se básníkem lidu a revolučním hrdinou turecké levice. Dnes je Hikmet v Turecku vnímán jako národní klasik. Jeden z nejznámějších tureckých hudebních skladatelů Fazil Say složil k 47. výročí Hikmetovy smrti v roce 2010 oratorium nazvané Nazim.

## Dílo
Hikmetovo dílo je proslulé svou vášní a emocionální intenzitou. Ve všech svých verších, od prvotiny Zajatec čtyřiceti loupežníků (1920) až po verše z vězení a exilu  vyjadřoval své politické přesvědčení, bojoval za svůj lid, mír a socialismus. Napsal ale také mnoho básní dojímajících hlubokou lidskostí, něhou a láskou k ženě, k přátelům a k přírodě. Mezi jeho nejznámější  básnické sbírky patří  Píseň pijáků slunce (verše z let 1921–1928), 835 řádků (1929), satirické Portréty  (1935), Listy z vězení (verše z let 1942–1950),  cyklus  Lidský osud, Dva kousky cukru,  Lidské krajiny. 
Své verše psal srozumitelnou formou  v duchu turecké lidové poezie a hovorovou turečtinou.  Turecké poezii dal moderní charakter, odrážející soudobý svět. Vytvořil formu básně, která má nepřerušenou gradaci, ale střídá rytmus verše. Jeho poezie byla zpočátku formálně klasická, sylabická, ale ve 20. letech byl silně ovlivněn zejména Vladimirem Majakovským a futurismem, načež se uchýlil k volnému verši. Hodně jeho básní zhudebnil Zülfü Livaneli. Úspěšné byly i jeho divadelní hry, zejména Ferhad ile Şirin, která vznikla na základě lidové legendy o milenecké dvojici Ferhada a Širín. Roku 1956 ji pod názvem Legenda o lásce zfilmoval v československo-bulharské koprodukci český režisér Václav Krška.
| „                                                                      | Mé básně jsou můj politický program. | “ |

Antologie poezie Nazima Hikmeta v esperantu

| — Nazim Hikmet, Postavy světového dramatu, Praha, Práce 1960, str. 364 |                                      |   |

## Knihy vydané v češtině (výběr)
- Zpěv za mřížemi. Z ruštiny, angl. a franc. přel. Jaroslav Bouček a Adolf Kroupa. Praha: Mladá fronta, 1951. (poezie)
- Pobyt v Praze. Z ruštiny přel. Jiří Taufer. Praha: Československý spisovatel, 1959. (poezie)
- Listí ze šesti stromů. Z ruštiny přel. Jiří Taufer. Praha: SNKLU, 1963. (poezie)
- Romantika. Z ruštiny přel. Jiří Taufer. Praha: Československý spisovatel, 1966. (poslední próza)
- divadelní hry Josef a jeho bratři (1956), Byl Filip Filípek nebo nebyl? (1956), Damoklův meč (1959), Kráva (1958), Legenda o lásce (1954), Vzpoura žen (1976)